# Byzantinische Zeitschrift
Byzantinische Zeitschrift (skrótowce: "BZ", "ByzZ") – znane w świecie nauki, pierwsze czasopismo bizantynologiczne. Ukazuje od 1892 roku w Monachium. Powstało z inicjatywy Karla Krumbachera, początkowo wydawane było w wydawnictwie B.G. Teubner.
Zostało zawieszone na czas I wojny światowej i podobnie w 1943 roku. Od 1950 ukazywało się w wydawnictwie CH Beck, a od 2008 wydaje je witryna de Gruyter. Redakcja mieści się w Instytucie Bizantynistyki, Neogrecystyki i Bizantyjskiej Historii Sztuki Uniwersytetu Ludwika i Maksymiliana w Monachium.
Jest półrocznikiem podzielonym na trzy części: artykuły, recenzje, noty bibliograficzne i komunikaty. Od 1898 roku uzupełniane jest serią "Byzantinisches Archiv". Od 1994 osobno publikowane są zestawienia "Supplementum bibliographicum", które układał między innymi Robert Browning.
Obok „Jahrbuch der Österreichischen Byzantinistik”, „Byzantinische Forschungen” oraz „Byzantinisch-Neugriechische Jahrbücher” „Byzantinische Zeitschrift” jest zaliczane do najważniejszych periodyków naukowych z zakresu bizantynologii w nauce niemieckojęzycznej.